# چهارشنبه‌های سفید
چهارشنبه‌های سفید کارزاری اجتماعی با هدف مبارزه با حجاب اجباری در جمهوری اسلامی است که در سال ۱۳۹۶ هجری شمسی توسط مسیح علی‌نژاد، بنیانگذار پویش آزادی‌های یواشکی، که آن هم جنبشی آنلاین با مقصدی مشابه بود، با هدف آوردن اعتراضات به متن جامعه و خیابان پایه‌گذاری شد. مسیح علی‌نژاد در این باره می‌گوید که پس از شنیده شدن صدای اعتراض زنان در کمپین آزادی‌های یواشکی تصمیم گرفت تا این جنبش را وارد بدنه جامعه کند. وی پیرامون انتخاب رنگ سفید گفت که «سفید را انتخاب کردم چون رنگ صلح است». علی‌نژاد همچنین در این خصوص می‌گوید که حجاب صرفاً دغدغه زنان نیست و مربوط به کل جامعه است. علی‌نژاد در خصوص مبارزه علیه حجاب اجباری گفت که این کمپین اولین کارزار مبارزه نبوده و آخرین آن نیز نخواهد بود.
پس از آغاز این پویش استقبال گسترده‌ای از آن صورت گرفت، تاجایی که فقط در دو هفته اول (۲۷ اردیبهشت تا ۱۰ خرداد ۱۳۹۶) بیش از ۲۰۰ ویدیو از دختران و زنانی که ضمن پذیرش خطرات احتمالی، با هدف اعتراض حجاب از سر برداشتند و به خیابان آمده‌اند برای مسیح علی‌نژاد ارسال گشت و برخی از این ویدیوها در فضای اینترنت به بیش از نیم میلیون بازدید دست پیدا کرد. خود علی‌نژاد در این خصوص گفت که شجاعت زنان دربرداشتن حجاب از سر آن هم در ملاء عام و اماکن عمومی او را تحت تأثیر قرار داد. به بیان مسیح علی‌نژاد کمپین به تنهایی توسط خود او و گروه کوچکی از داوطلبان اداره می‌شود. علی‌نژاد بیش از آنکه خود را رهبر این جنبش قلمداد کند، نقشش را کمک‌کننده به این کارزار توصیف نمود و زنان ایرانی را رهبر اصلی پویش معرفی کرد. کمپین به سرعت از یک بیانیه ساده تبدیل به پویشی شد که مرزهای بسیاری را درنوردید، جایی که زنان بسیاری در سرتاسر جهان با آن همراهی کردند.
در ادامه و در یکی از این چهارشنبه‌ها در تاریخ ششم دی ماه ۱۳۹۶ ویدا موحد در تقاطع خیابان انقلاب با وصال تهران روسری سفیدرنگی را بر سر چوبی کرد و در اعتراض به حجاب اجباری آن را تکان داد. وی بعد از این اقدام بازداشت و مدت کوتاهی بعد آزاد شد.
این اعتراض، ۱۴ سال پس از خودسوزی هما دارابی در اسفند ۱۳۷۲ علیه حجاب اجباری در میدان تجربش تهران و ۳۹ سال پس از ایستادن اعتراضی ملیحه نیکجومند بر روی یک مینی بوس در اسفند ۱۳۵۷ در نزدیکی دانشگاه تهران، اتفاق افتاد. چند روز پس از اعتراض ویدا موحد، نرگس حسینی از شهرستان به پایتخت آمد و در روز دوشنبه ۹ بهمن ۱۳۹۶ از همان سکو بدون حجاب بالا رفت و در پی آن ده‌ها دختر ایرانی در سراسر کشور به اشکال مختلف این حرکت نمادین اعتراضی را تکرار کردند.

## درون‌مایه
مشارکت در این پویش بدین صورت است که زنان و دختران در حرکتی اعتراض‌آمیز با برداشتن حجاب از سر در اماکن عمومی ایران، نسبت به قانون حجاب اجباری اعتراض می‌کنند. بخش عمده ای از ویدیوها و تصاویر از داخل ایران تهیه می‌شوند اما برخی از آنها نیز از عربستان سعودی (که حجاب اجباری بعضاً در آنجا نیز رواج دارد) ارسال می‌گردند، همچنین پیام‌هایی از سراسر اروپا و ایالات متحده نیز در بین ویدیوهای ارسالی موجودند و زنان در سرتاسر جهان با ارسال ویدیوهایی به حمایت از کارزار فوق پرداختند.

## مخالفت‌ها
سردبیر خبرگزاری تسنیم، وابسته به سپاه پاسداران، در اثنای پا گرفتن این کمپین مسیح علی‌نژاد را «فاحشه» خواند، همچنین مشرق نیوز، وبگاهی دیگر که منسوب به سپاه پاسداران است، ضمن انتشار عکسی قدیمی از مسیح علی‌نژاد درکنار مادرش، که در آن چادری مشکی بر سر دارد، خطاب به علی‌نژاد نوشت: «مرگ بر تو مسیح». مسیح علی‌نژاد در واکنش به این اظهارات گفت که تسلیم ستیزه‌گری‌ها نخواهد شد و به کار خود ادامه خواهد داد.
سید علی خامنه‌ای در سخنانی، آزادیخواهان و زنان مخالف حجاب اجباری اسلامی، را «حقیر» و «فریب‌خورده» خواند.

## فشارها و بازداشت‌ها
چندین مرتبه و در نوبت‌های مختلف گزارش‌های مختلفی از فشار علیه خانواده مسیح علی‌نژاد در ایران توسط نیروهای امنیتی جمهوری اسلامی منتشر شد. مسیح علی‌نژاد در این مورد گفت که ضمن احضار مادر او از وی خواستند تا دربارهٔ تماسش با خارج از کشور پاسخگو باشد، همچنین موارد دیگری نیز از تحت فشار قرار دادن پدر و مادر، برادر و سایر اعضای خانواده‌اش را گزارش کرد. مسیح علی‌نژاد بازداشت برادرش، درکنار جلب دو تن دیگر از اعضای خانواده خود را تلاش حکومت برای ساکت کردن کمپین چهارشنبه‌های سفید برشمرد، او در خصوص بازداشت برادرش گفت که مأموران اطلاعات با یورش خانه شخصی‌اش در مقابل دیدگان دو فرزندش، وی را با دست‌بند و چشم‌بسته با قصد بازجویی درخصوص مسیح، بازداشت کردند. او در این خصوص گفت که خواهر و مادرش تحت فشار به صدا سیمای جمهوری اسلامی کشیده شدند تا علیه او صحبت کنند، حال آنکه مادرش این درخواست را رد کرد و متعاقب آن مأموران وی را مورد بازجویی و مورد تفحص درخصوص رابطه اش با مسیح قرار دادند.
- ویدا موحد در ۶ دی ۱۳۹۶ به اتهام نداشتن حجاب و بالارفتن از جعبه برق بازداشت و کمی بعد آزاد شد. در اعتراض دوم به تاریخ ۷ آبان ۱۳۹۷ (بی ارتباط به چهارشنبه های سفید) بازداشت و به یک سال حبس محکوم شد.[۱۵]
- صبا کردافشاری به اتهام نداشتن حجاب (اسلامی)، بازداشت و از سوی دادگاه انقلاب به ۲۴ سال زندان، محکوم شد.[۱۶]
- یاسمن آریانی به همراه مادرش منیره عربشاهی یکی دیگر از چهره‌هایی هستند که در رابطه با این کمپین بازداشت شدند و سپس حکم زندان طولانی‌مدت گرفتند.[۲]

## حمایت‌ها
مورگان اورتگاس، سخنگوی وزارت خارجه ایالات متحده طی یک پیام توییتری در محکومیت بازداشت زنان معترض به حجاب اجباری، از هشتگ چهارشنبه‌های سفید استفاده کرد.